# Проценко Василь Миколайович
Проце́нко Васи́ль Микола́йович (27 грудня 1844 — після 1917) — медик, громадський і політичний діяч. Київський міський голова в 1900—1906 роках, член Державної думи III скликання від міста Києва (1907—1912).

## Біографія
Походив з дворян Чернігівської губернії. Його батько був настоятелем Введенської церкви лейб-гвардії Семенівського полку. Закінчив духовну семінарію, потім медичний факультет Київського університету Святого Володимира, доктор медицини (1870).
Займався лікарською практикою, був прозектором, тривалий час працював міським лікарем при київській міській Думі. Відома історія про те, як Проценко, переконавшись у неплатоспроможності пацієнта, на очах у нього розірвав вже виписаний рецепт, за що був підданий суду медичної громадськості. Вже на посаді гласного (депутата) міської Думи (1888—1907), Василь Миколайович уславився своєю «самовідданою діяльністю» на чолі комісії з будівництва київської гавані (скільки грошей він привласнив, завищуючи обсяг робіт, дізнатися так і не вдалося). Проте безсоромне випинання своїх заслуг у цій справі дозволило Проценку балотуватися і перемогти на виборах міського голови. Володів будинком у Києві, вартість якого оцінювали в 250 тис. рублів.
Керуючи міським господарством, виявив себе справжнім деспотом; раз у раз у нього виникали конфлікти з опозицією, нерідко досить гострі. Коли ж голові знадобилися справжні лідерські якості (під час міських заворушень, пов'язаних з проголошенням маніфесту 1905 року), він передбачливо зник з міста і перечекав, доки вгамуються пристрасті. Вершиною політичної кар'єри Проценка стало обрання до ІІІ Державної думи Російської імперії (1907–1912) від правого електорату Києва. Дослужився до чину дійсного статського радника (1905).
Закінчивши депутатську діяльність, залишився жити в Петербурзі, не втративши, втім, зв'язків із Києвом: був, зокрема, одним із засновників Київського клубу російських націоналістів.